# 신북구

신북구

신북구(新北區, Nearctic)는 북아메리카의 대부분을 차지하는 생물 지리구이다. 그린란드와 멕시코의 북부 고원지대가 포함된다. 멕시코 남부와 플로리다 남부, 중앙아메리카와 카리브 제도는 신열대구로 분류된다.
기후와 식생은 구북구와 비슷하며, 이곳에는 22과의 육생 포유류가 분포하고 있다. 신북구에는 분포지가 넓은 과의 동물들이 많이 살고 있고, 많은 과의 동물들이 구북구에도 살고 있어 신북구와 구북구를 합쳐서 전북구라 부르기도 한다. 주머니쥐·아르마딜로·나무타기호저·페커리의 종류는 신열대구와 공통인데, 주머니쥐·아르마딜로·나무타기호저는 최근에 남아메리카에서 북상해 온 것이다. 주머니쥐·산비버·가지뿔영양과의 동물이 신북구 고유의 동물이다.